# Avenue des Argus
L'avenue des Argus (en néerlandais : Argussenlaan) est une rue bruxelloise de la commune d'Auderghem qui va de l'avenue des Citrinelles à l'avenue des Traquets sur une longueur totale de 140 mètres. La numérotation des habitations va de 1 à 21 pour le côté impair et de 2 à 30 pour le côté pair.

## Historique et description
L'avenue est proche du Den vogel sanc (Le chant d'Oiseaux) qui apparaît déjà sur la carte dessinée par J. Van Werden, en 1659. Bon nombre de chemins des alentours ont donc reçu des noms d’oiseaux, principalement indigènes.
Les travaux de voirie débutèrent en 1952.

### Origine du nom
Elle porte le nom de l’argus-faisan un gallinacé originaire de Malacca (Malaisie).

## Inventaire régional des biens remarquables
- Premier permis de bâtir délivré le 13 mai 1953 pour le no 18.

## Galerie

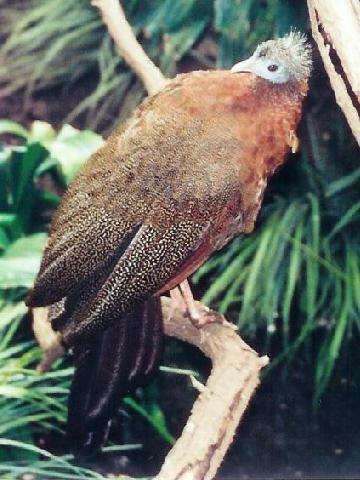
Oiseau Argus